# Felmil (Begonte)
Felmil (llamada oficialmente Santiago de Felmil) es una parroquia española del municipio de Begonte, en la provincia de Lugo, Galicia.

## Organización territorial
La parroquia está formada por trece entidades de población, constando siete de ellas en el nomenclátor del Instituto Nacional de Estadística español:
- A Barrosa
- Barrio e Burgo (O Barrio)
- Caraxeita
- Casal (O Casal)
- Casanova
- Denune
- Eirexe (A Eirexe)
- Folgueira
- Granda
- Montecelo
- O Burgo
- O Peto
- Regueira

## Demografía
| Gráfica de evolución demográfica de Felmil entre 2000 y 2019 |
|                                                              |
| Datos según el nomenclátor publicado por el INE.             |